# Love on Top
«Love On Top» (с англ. — «Любовь выше всего») — песня американской R&B-певицы Бейонсе. Ноулз с соавторами написали песню для четвёртого студийного альбома 4 (2011).
Вдохновлённая своим душевным состоянием, когда она играла Этту Джеймс в музыкальном биографическом фильме «Кадиллак Рекордс» 2008 года, Бейонсе написала песню вместе с Териусом Нэшем и Ши Тейлор; её продюсированием занимались Тейлор и Бейонсе. Возврат к музыке 1980-х годов, быстрая R&B-песня демонстрирует стиль, похожий на стиль Стиви Уандера, Хьюи Льюиса, Уитни Хьюстон и The Jackson 5, среди прочих. Включив четыре ключевых изменения, Бейонсе использует высокий диапазон при повторении припева песни ближе к её финалу. Она поёт о человеке, которому всегда может позвонить, даже столкнувшись с горем и тяжёлым положением, заслужив, наконец, его любовь и уважение. Песня заканчивается в тональности ми мажор.
Музыкальная композиция песни, а также вокал и многогранность Бейонсе положительно удивили критиков. Бейонсе спела «Love On Top» вживую на церемонии вручения наград MTV Video Music Awards 2011 года, объявив о своей беременности в конце выступления. Это вызвало взлёт песни в нескольких мировых чартах. Сингл вошёл в десятку лучших в Венгрии и в двадцатку лучших в Австралии, Италии, Новой Зеландии и Великобритании. Он также дебютировал и занял 20-е место в основном чарте Billboard Hot 100 США, став таким образом вторым по величине дебютом в карьере Бейонсе как сольного исполнителя. "Love On Top" оставался на первом месте в чарте US Hot R&B/Hip-Hop Songs в течение семи недель подряд, и в итоге было продано более миллиона копий.
10 февраля 2013 года на 55-й церемонии «Грэмми» Бейонсе получила премию за песню «Love On Top», которая победила в категории Лучшее традиционное исполнение в стиле R&B.

## Отзывы
«Love On Top» был высоко оценён критиками. Рич Юзвиак из The Village Voice похвалил её «лёгкость для прослушивания и более лёгкую для танцев ритмичность буги». Женевьева Коски из The A.V. Club сказала, что «Love On Top» имеет динамичный характер, заявив, что это, возможно, единственный «хит для первого прослушивания» в альбоме с его «свежим стилем ретро-соул».

## Коммерческий успех
После исполнения Бейонсе «Love On Top» на церемонии вручения наград MTV Video Music Awards 2011 года песня поднялась в пятёрку лучших в американском iTunes Store; её продажи выросли на 221 процент. Несмотря на то, что в то время песня не была синглом, она стала самой популярной песней из 4 в американском iTunes Store. За неделю, закончившуюся 10 сентября 2011 года, «Love On Top» последовательно дебютировал под номером 135 в чарте US Hot Digital Songs и под номером 22 в чарте US Bubbling Under Hot 100 Singles. На следующей неделе песня поднялась на 10-е место в чарте Hot Digital Songs, с продажами в 113 000 загрузок; цифровые продажи выросли на 803 %. Это привело к тому, что «Love On Top» заняла 20-е место в чарте Hot 100. Дебют «Love On Top» в Hot 100 стал вторым по величине для Бейонсе среди её 29 сольных работ; только «Ring the Alarm» стартовала с более высокой позиции, под номером 12 в 2006 году. Сингл опустился на 70-е место в чарте Hot 100 от 24 сентября 2011 года. «Love On Top» получил золотой сертификат Американской ассоциации звукозаписывающих компаний (RIAA) 5 марта 2012 года. В феврале 2013 года «Love On Top» имел тираж в миллион цифровых копий в США.
Точно так же благодаря живому исполнению «Love On Top» дебютировал под номером 65 в чарте Canadian Hot 100 от 17 сентября 2011 года. В Австралии песня дебютировала 12 сентября 2011 года на 40-м месте в Australian Singles Chart, спустя неделю дебютировала на 9-м месте в чарте Australian Urban Singles Chart и появилась на австралийских радиостанциях. 6 ноября 2011 года «Love On Top» достигла 20-го места в чарте синглов Австралии ARIA Charts, а 17 октября 2011 года — четвёртого места в Urban Singles Chart.
В Южной Корее «Love On Top» дебютировал 2 июля 2011 года в South Korea Gaon International Singles Chart под номером 3, с продажами 89 942 цифровых загрузки. Песня оставалась на этой позиции на второй и третьей неделе, с продажами 52 462 и 42 261 загрузка соответственно. Сингл находился в Топ-10 пять недель подряд.

## Чарты
| Чарт (2011-12)                          | Высшая позиция |
| --------------------------------------- | -------------- |
| Australian Singles Chart                | 20             |
| Australian Urban Singles Chart          | 4              |
| Belgian Tip Chart (Flanders)            | 3              |
| Belgian Tip Chart (Wallonia)            | 2              |
| Brazilian Hot 100 Airplay               | 74             |
| Canadian Hot 100                        | 65             |
| СНГ (TopHit)                            | 298            |
| French Singles Chart                    | 83             |
| Global Dance Songs (Billboard)          | 26             |
| Hungarian Singles Chart                 | 3              |
| Irish Singles Chart                     | 21             |
| Italian Singles Chart                   | 18             |
| Japan Hot 100                           | 85             |
| Mexico Ingles Airplay (Billboard)       | 32             |
| Mexico Singles Chart                    | 34             |
| Netherlands (Dutch Tip Chart)           | 23             |
| Netherlands (Single Top 100)            | 61             |
| New Zealand Singles Chart               | 14             |
| Slovak Airplay Chart                    | 38             |
| South Africa Airplay Chart              | 8              |
| South Korea International Singles Chart | 3              |
| UK Singles Chart                        | 13             |
| UK R&B Chart                            | 6              |
| US Billboard Hot 100                    | 20             |
| US Hot R&B/Hip-Hop Songs                | 1              |
| US Hot Dance Club Songs                 | 1              |
| US Rhythmic Top 40                      | 23             |

| Чарт (2011)                          | Позиция |
| ------------------------------------ | ------- |
| Australian Singles Chart             | 98      |
| Australian Urban Singles Chart       | 37      |
| South Korea Gaon International Chart | 45      |
| UK Singles Chart                     | 182     |
| Чарт (2012)                          | Позиция |
| South Korea Gaon International Chart | 81      |
| UK Singles Chart                     | 129     |
| US Hot R&B/Hip-Hop Songs             | 1       |
| Чарт (2013)                          | Позиция |
| South Korea Gaon International Chart | 58      |
| Чарт (2015)                          | Позиция |
| South Korea Gaon International Chart | 60      |
| Чарт (2016)                          | Позиция |
| South Korea Gaon International Chart | 68      |

## Сертификации
| Регион | Сертификация  | Продажи               |
| --- | ------------- | --------------------- |
| Австралия (ARIA) | 6× Платиновый | 420 000               |
| Бразилия (ABPD) | Бриллиантовый | 250 000               |
| Канада (Music Canada) | 2× Платиновый | 160 000               |
| Дания (IFPI Danmark) | Платиновый    | 90 000                |
| Италия (FIMI) | Платиновый    | 50 000                |
| Португалия (AFP) | Золотой       | 10 000                |
| Великобритания (BPI) | 2× Платиновый | 1 200 000             |
| США (RIAA) | 4× Платиновый | 4,000,000 / 1,000,000 |
| Стриминг |               |                       |
| Дания (IFPI Danmark) | Золотой       | 900 000               |
| Данные о продажах + прослушиваниях приведены только на основе сертификации. · Данные только о прослушиваниях приведены на основе сертификации. |               |                       |